# На Літавце
На Літавце або «Енергон Арена»(чеськ. Na Litavce, Energon Aréna) — футбольний стадіон у Пржибрамі, Чехія, домашня арена ФК «Пржибрам».
Стадіон побудований та відкритий 1955 року. У 1978–1980 та 2003 роках реконструйований. Потужність становить 9 100 глядачів.
Має комерційну назву «Енергон Арена». У минулому носив назви «Гірський стадіон Банік Пржибрам» та «Адідас Арена».